# الإنترنت في العراق

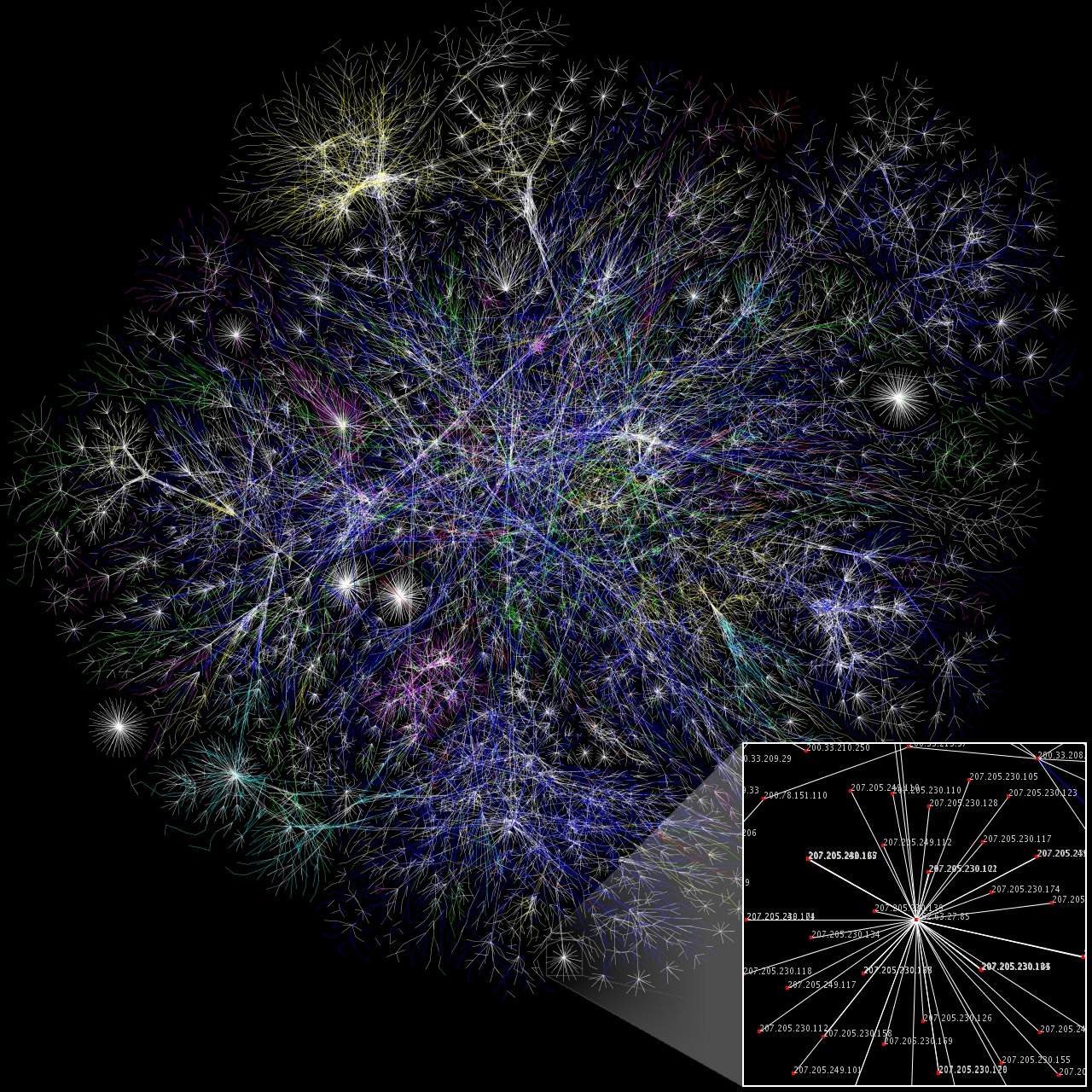
مقطع توضيحي عن الشبكة العالمية للانترنت

الشبكة العالمية للانترنت بدأ استخدامها في العراق في العام 1998م، بعد أن تم فتح الحصار الاقتصادي جزئيًّا عن العراق ولكن اتيحت لعموم الناس عام 2000م، ولم يكن هناك الكثير من المستخدمين للشبكة بسبب غلاء الأجهزة آنذاك وضعف الخدمة الناتجة عن استخدام نظام الاستلام عن طريق الاقمار الصناعية وإعادة توجيهها إلى المواطنيين عن طريق شبكات الهاتف باستخدام تقنيات ال DIALUP أو استخدام شبكات الاسلكي أو الكيبلات الضوئية بالنسبة للشركات الحكومية والأهلية حيث تولت الشركة العامة لخدمات الشبكة الدولية للمعلومات (المعروفة باوروك) تقديم هذه الخدمة حصريا في العراق حيث تشير الإحصائيات في عام 2000م وجود 12,500 مستخدم للانترنت و 50000 مستخدم لنظام الإيميل العراقي المسمى الوركاء وتطور هذا الرقم لاحقاً وخصوصاً بعد غزو العراق في العام 2003 حيث تشير الاحصائيات الأخيرة إلى أن عدد مستخدمي شبكة الإنترنت في العراق تجاوز ثلاثة ملايين مستخدم في عام 2014م، ويعد النطاق iq هو النطاق الرئيسي للعراق. و أعلنت وزارة الاتصالات عام 2020 بوصول عدد المستخدمين للإنترنت إلى ثلاثيين مليون مستخدم في العراق .

## أبرز الشركات المزودة بالخدمة
- الشركة العامة لخدمات الشبكة الدولية للمعلومات. التابعة لوزارة الاتصالات حاليا والتي كانت توزع النت بشكل مباشر قبل سقوط نظام صدام عن طريق اوروك لنك[8] وحسب الساعات بتكلفة ما يعادل دولار تقريبا للساعة الواحدة، واستمرت اوروك بعد سقوط نظام صدام بتقديم النت عن طريق الهاتف الارضي لبضعة سنوات. وما زالت تحتكر النت باسم وزارة الاتصالات رغم وجود شركات اهلية خاصة الا ان الدولة تفرض مروره عبر الشركة العامة لخدمات الشبكة الدولية للمعلومات التابعة لوزارة الاتصالات بعد ان تجلبه شركات اهلية خاصة من خارج العراق ومن ثم تبيعه الوزارة لشركات اهلية مرة أخرى داخل العراق لتوزعه تلك الشركات على مشتركيها، راجع أيضا الشركة العامة للإتصالات والمعلوماتية ادناه
- شركة شركة مسارات للاتصالات
- شركة إيرث لنك
- شركة زين للاتصالات
- شركة آسياسيل للاتصالات
- شركة كورك
- شركة هيكسابايت[9]
- اوروك تيليكوم
- سكوب سكاي
- أي كيو نتوركس
- السرد فايبر

## الشركة العامة للإتصالات والمعلوماتية[10]
شركة عامة شاملة تابعة لوزارة الاتصالات تضم كل من الشركة العامة للاتصالات والبريد والشركة العامة لخدمات الشبكة الدولية للمعلومات بعد دمجها مؤخرا وتوحيد رواتب الشركتين

## أكثر المواقع زيارة
طبقاً لموقع سميلارويب فإن أكثر 3 مواقع زيارة في العراق هي :
1. قوقل
2. يوتيوب
3. فيسبوك